# Silvio Gori
Silvio Gori (Rosignano Marittimo, 1º novembre 1965 – Firenze, 29 luglio 2001) è stato un calciatore italiano, di ruolo difensore.

## Carriera
Cresce nel Pisa che lo fa esordire in Serie A il 13 maggio 1984 in Pisa-Lazio (2-2) e poi lo impiega in 4 occasioni nella successiva stagione in Serie B.
Nella stagione 1985-1986 viene ceduto in prestito all'Empoli dove gioca 12 partite segnando 2 reti nel campionato cadetto.
Nel 1986 fa ritorno al Pisa dove gioca 14 incontri in cadetteria nella stagione che conduce i nerazzurri in Serie A, mentre l'anno seguente gioca 5 partite in massima serie e vince la Coppa Mitropa (scendendo in campo pure nella finale vinta contro il Váci Izzo).
Nel 1988 passa al Catanzaro in Serie B dove gioca per un anno, mentre successivamente milita in Serie C1 per due stagioni alla Ternana e per tre alla Juve Stabia.
Complessivamente in carriera ha disputato 6 partite in Serie A e 51 (con 2 reti) in Serie B.

### Vita privata
Dopo il ritiro dal calcio si stabilisce a Vada con la moglie Giuliana e i due figli, e lavora insieme al suocero nell'azienda di famiglia, nel ramo autotrasporti.
Ricoverato in rianimazione per i traumi riportati in seguito a un incidente sul lavoro avvenuto a Sesto Fiorentino, muore la mattina del 29 luglio 2001 all'età di 35 anni all'ospedale di Careggi Secondo le sue volontà, la famiglia ha acconsentito al prelievo degli organi. Il suo corpo è stato cremato e le ceneri tumulate nel cimitero di Vada, senza cerimonia funebre .

## Palmarès

### Competizioni nazionali
- Serie C2: 1

Juve Stabia: 1992-1993

### Competizioni internazionali
- Coppa Mitropa: 1

Pisa: 1987-1988